# ديمقراطية ليبرالية
الديمقراطية الليبرالية هي شكل من أشكال الديمقراطية التمثيلية التي تعمل وفقا لمبادئ الليبرالية، أي حماية حقوق الفرد المنصوص عليها في القانون عموما. ويتميز هذا الشكل من أشكال الحكم بانتخابات نزيهة وحرة وتنافسية بين الأحزاب السياسية، والفصل بين السلطات في مختلف فروع الحكومة وسيادة القانون في الحياة اليومية كجزء من مجتمع مفتوح، وضمان الحماية المتساوية لحقوق الإنسان والحريات المدنية والسياسية لجميع الأشخاص. لتعريف النظام عمليا، الديمقراطيات الليبرالية غالبا ما تعتمد على دستور، لتحديد صلاحيات الحكومة وتكريس العقد الاجتماعي.
بعد فترة من التوسع المستمر طوال القرن العشرين، أصبحت الديمقراطية الليبرالية شكل الحكم الغالب في في القرن الحادي والعشرين واليوم تعتبر العديد من الأحزاب في الغرب داعمة لشكل حكومة الديمقراطية الليبرالية رغم أنها لا تتسمى بالليبرالية. مثال ذلك أحزاب المحافظين وأحزاب الديمقراطية المسيحية والأحزاب الديمقراطية الاشتراكية.
الديمقراطية الليبرالية قد تتخذ أشكالا دستورية مختلفة: قد تكون جمهورية دستورية مثل فرنسا، وألمانيا، والهند، وجمهورية أيرلندا، وإيطاليا، أو الولايات المتحدة. أو ملكية دستورية مثل اليابان، وأسبانيا، وهولندا أو المملكة المتحدة. قد يكون لديها نظام رئاسي مثل الأرجنتين، والبرازيل، والمكسيك، والولايات المتحدة. أو نظام شبه رئاسي مثل فرنسا. أو نظام برلماني مثل أستراليا، وكندا، والهند، وإيطاليا، ونيوزيلندا، وبولندا، وهولندا والمملكة المتحدة. وهناك دول أخرى مثل إسرائيل يدور حول طبيعة نظامها جدل، مبدئياً هي ديمقراطية ليبرالية، ولكن فيها خصائص تجعلها إثنوقراطية كذلك.

## الدستور الديمقراطي الليبرالي
يعرّف الميزة الديمقراطية للدولة. وفي التقليد السياسي الأمريكي فإن الهدف من الدستور عادة ما يُرى على أنه قيد يحد من سلطة الحكومة والفكرة الأمريكية الخاصة بالديمقراطية الليبرالية متأثرة بهذه الرؤية. فهم يركزون على فصل السلطات واستقلالية القضاء ونظام من القيود والموازنات بين فروع الحكومة. أما الليبرالية الدستورية الأوروبية فتركز أكثر على سيادة القانون رغم أنها تتضمن شكلاً محدداً من الدولة أو النظام.
وتعرّف الديمقراطية الليبرالية كذلك بالحق الدوري للاقتراع أو منح كل المواطنين الحق في الاقتراع بغض النظر عن الفوارق في العرق أو الجنس أو الملكية الخاصة. ولكن عالمية هذا الحق رغم ذلك نسبية: فالعديد من الدول التي تعد ديمقراطية تجد فيها ممارسات تشتمل على أشكال متعددة من الحرمان من حق الاقتراع أو من طلب مؤهلات إضافية لنيل الحق المذكور (عدا عن كون الفرد مواطناً)، كإجراءات التسجيل لكي يتمكن المواطن من التصويت. إن حق التصويت محصور بمن يبلغ سناً معينة وعادة ما تكون 18 عاماً. وفي كل الأحوال فالقرارات المتخذة عبر الانتخابات لا يتخذها كل المواطنين بل يتخذها من يختار الاشتراك في التصويت.

## الحريات الليبرالية
المعيار الأكثر استخداماً بالنسبة للديمقراطية الليبرالية يتخذ شكل الحقوق والحريات. وهي تعتبر أساسية لعمل الديمقراطية الليبرالية رغم أنها اكتسبت أهمية في تعريفها إلى درجة تدفع الكثير من الناس لكي يعتقدوا بانها هي الديمقراطية. وبما أنه لا توجد دولة تريد أن تعترف بأنها «ليست حرة» وبما أن مناصري تلك الدولة سيصفون أعداءها بأنها حكومات «طاغية» فلابد والحال هذه حدوث الخلافات. والحريات الليبرالية تشمل أمور من قبيل:
- الحق في الحياة والسلامة الشخصية
- التحرر من العبودية
- حرية التنقل
- المساواة أمام القانون وأن تأخذ العدالة مجراها في ظل سيادة القانون
- حرية التعبير
- حرية الصحافة والحصول على المعلومات من مصادر متنوعة للمعلومات
- حرية الانتساب للجمعيات والتجمع
- حرية التعليم
- حرية الدين
- الحق في العدالة من خلال الحق في وجود قضاء مستقلة وفصل السلط.
- الحق في التملك وفي البيع والشراء وهي عادة ما تُرى على أنها من الحريات الليبرالية مرتبطة مع الحريات المذكورة آنفاً رغم أن هذا الطرح محل جدل كثير.

تتميز ممارسات الأنظمة الديمقراطية بسمة وجود قيود على حريات معينة. فهناك قيود قانونية متنوعة مثل قوانين حقوق الطباعة والقوانين الخاصة بالتشهير. قد تكون هناك حدود للكلام المعادي للديمقراطية وكذلك على محاولات تقويض حقوق الإنسان وعلى تعزيز أو تبرير الإرهاب. ففي الولايات المتحدة تم تطبيق مثل هذه القيود خلال حقبة الحرب الباردة على الشيوعيين أكثر مما تم تطبيقه في أوروبا. وقد شاع الآن تطبيق هذه القيود على بعض المنظمات الإسلامية التي يُري على أنها تدعم الإرهاب أو المنظمات الخاصة ببعض الجماعات العنصرية. فبعض وسائل الإعلام الإسلامية تواجه الآن بعض القيود في العديد من الأنظمة الديمقراطية بما فيها الرقابة على بث القنوات الفضائية في فرنسا وقرارات الحظر المقترحة على بعض المواقع الإسلامية على الإنترنت في عدد من البلدان. ومعظم الديمقراطيات تجد فيها إجراءات لفرض الحظر على بعض المنظمات التي يشتبه بأنها إرهابية وفي بعض الأحيان -كما يقول منتقدو هذا التوجه- من دون إجراءات قضائية مسبقة. ولدى الاتحاد الأوروبي الآن قائمة رسمية بالمنظمات المحظورة ويدعي منتقدو القائمة بانها تمثل انتهاكاً لحرية التجمع المنصوص عليها في الميثاق الأوروبي لحقوق الإنسان وللدساتير الأوروبية.
التبرير الشائع لهذه القيود هو القول بأنها ضرورية لضمان بقاء الديمقراطية أو لبقاء الحريات الديمقراطية بحد ذاتها. فمثلاً السماح بحرية الكلام لمن ينادي بالقتل الجماعي إنما هو تقويض لحق الحياة وضمان على السلامة الشخصية. والآراء تختلف حول المدى الذي يتعين ان تصل اليه الديمقراطية حتى تشمل أيضاً أعداء الديمقراطية في العملية الديمقراطية. وإذا تم استثناء عدد قليل نسبياً من الناس من هذه الحريات لهذه الأسباب يمكن أن يُرى البلد على أنه ما زال ديمقراطياً ليبرالياً. بينما يعتقد البعض بأن النظام الديمقراطي حينها لن يختلف من الناحية النوعية كثيراً في تلك الحالة عن الأنظمة الاوتوقراطية التي تقمع معارضيها، بل سيختلف عنها فقط من الناحية الكمية سيما وأن عدداً قليلاً فقط من الناس سيتأثرون وستكون القيود أقل قساوة. ويؤكد آخرون بأن الديمقراطيات تختلف. فعلى الأقل من الناحية النظرية فحتى المعادون للديمقراطية يتمتعون بالعدالة القضائية في ظل سيادة القانون. مبدئياً تتيح الديمقراطيات الانتقاد وتغيير القادة والنظام السياسي والاقتصادي بحد ذاته، والمحظور في هذا النظام هو المحاولات الرامية إلى إحداث هذه التغييرات باللجوء إلى العنف.

## الفرق بين الديمقراطية والليبرالية
في كتاب نهاية التاريخ والإنسان الأخير، أورد فرانسيس فوكوياما الاختلافات على المستوى النظري بين الليبرالية والديمقراطية. ترتبط الديمقراطية والليبرالية ارتباطاً وثيقاً ببعضهما البعض ولكنها مفاهيم مختلفة في الوقت ذاته. يعرف فوكوياما الليبرالية السياسية بأنها سيادة قانون تضمن حقوقاً أو حريات فردية محددة للمواطنين من التحكم الحكومي. ماهية هذه الحقوق والحريات أمر خاضع لتعريفات متعددة، واستشهد فرانسيس باللورد جيمس برايس الذي حدد ثلاث حقوق رئيسية:
- الحقوق المدنية: إعفاء الرقابة الحكومية على المواطن ما تعلق بشخصه وملكيته.
- الحقوق الدينية: إعفاء الرقابة والسيطرة الحكومية على حق المواطن في حرية العبادة وإبداء الآراء.
- الحقوق السياسية: إعفاء الرقابة على كل ما لا يمس ويؤثر على أمن ومصلحة المجتمع ككل، مثل حرية الصحافة.

الديمقراطية في المقابل، هي الحق العام لمشاركة المواطنين في الحياة السياسية. حق مشاركة المواطنين في السلطة السياسية هو مبدأ ليبرالي أصولي، ولهذا السبب كانت الليبرالية على إتصال وثيق بالديمقراطية تاريخياً. يستعمل فوكوياما تعريفاً أساسياً للديمقراطية لمعرفة ما إذا كان النظام السياسي في بلد ما ديمقراطي من عدمه، فالنظام ديمقراطي إذا ما سُمح لجميع المواطنين البالغين باختيار حكوماتهم في انتخابات دورية على أساس التعدد الحزبي والاقتراع السري. هذا التعريف الأساسي أو الرسمي لماهية الديمقراطية قد لا يضمن دائماً حقوقاً متساوية في المشاركة، وقد يكون عرضة للتلاعب من النخب وبالتالي ربما لا يعكس المصلحة الحقيقية للشعب. ولكن الابتعاد عنه، يقول فرانسيس، يفتح الأبواب أمام انتهاكات لا حدود لها من أعداء الديمقراطية مثلما فعل فلاديمير لينين، الذي برر دكتاتورية الحزب الواحد بانشاء «ديمقراطية حقيقية باسم الشعب». فهذا التعريف وبرغم أوجه قصوره، يوفر ضمانة مؤسسية فعالة ضد الدكتاتورية.

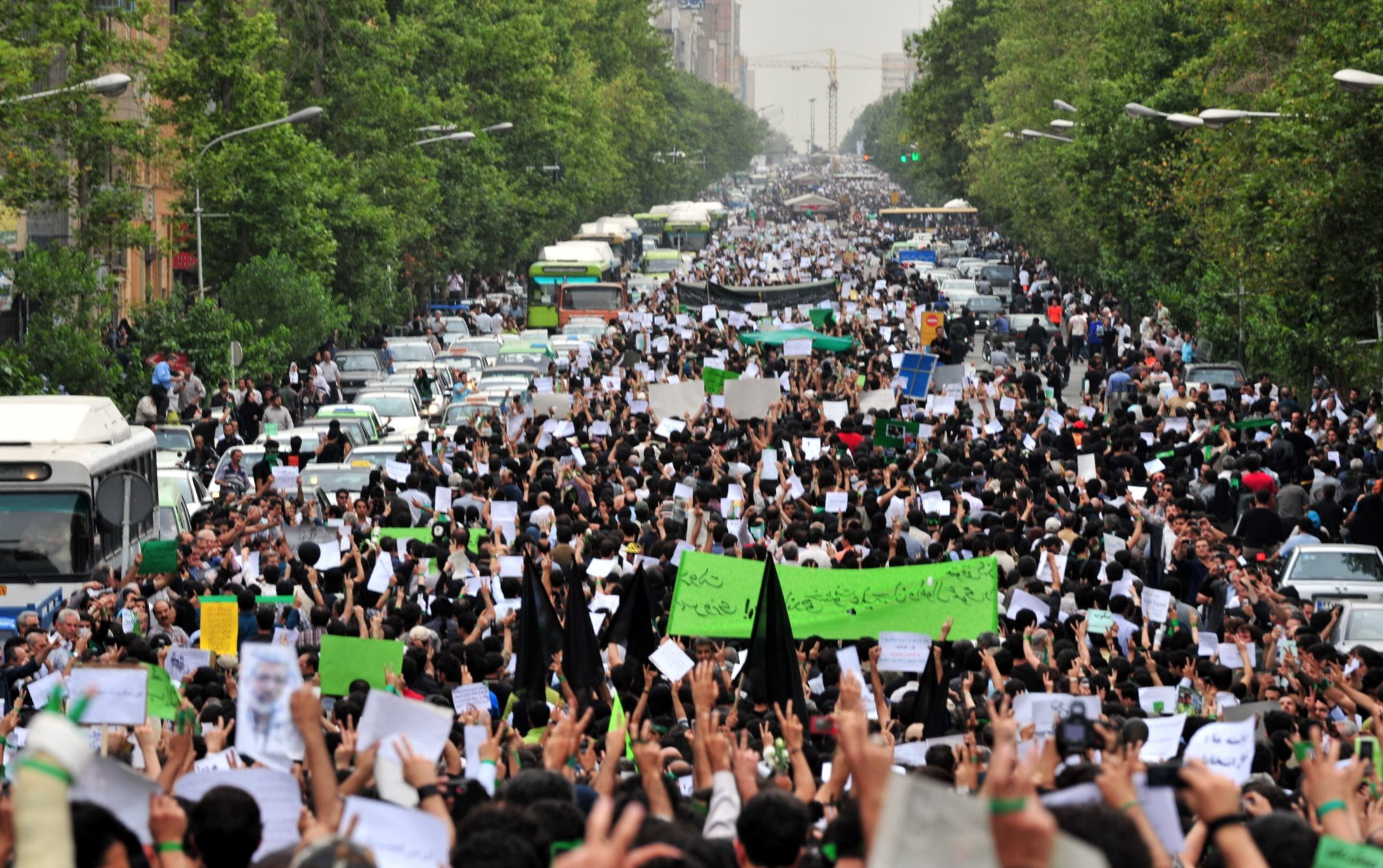
يتم التشكيك في الديمقراطية الإيرانية بسبب اشتراط قبول المرشحين، واعتماد القوانين من مجلس صيانة الدستور وهو ما يتطلب ولاءً مطلقاً للمرشد الأعلى

نظرياً، يمكن فصل الديمقراطية عن الليبرالية. إذ بامكان مجتمع ما أن يكون ليبرالياً دون ديمقراطية كما كان حال المملكة المتحدة في القرن الثامن عشر. الثورة المجيدة التي أسقطت الملك جيمس الثاني، خرجت بوثيقة حقوق أعطت البروتستانت حق حمل الأسلحة للدفاع عن أنفسهم وفق القانون، وألغت العقوبات القاسية والغير طبيعية، وضمنت حرية التعبير ورفع العرائض للملك دون خوف من محاسبة، وتحديد صلاحياته ومنعه من إلغاء أو تنفيذ قانون دون العودة إلى البرلمان، من بين قائمة طويلة. كلها إجراءات ساهمت في انتقال بريطانيا لتصبح ملكية دستورية ودولة ديمقراطية لاحقاً. ولكن حق المشاركة في البرلمان كان محصوراً على فئة صغيرة جداً لم تتجاوز 3% من السكان، لذلك يقال بأن بريطانيا كانت ليبرالية وليست ديمقراطية حينها.
بامكان المجتمع أن يكون ديمقراطيا دون ليبرالية وهي حالة جمهورية إيران الإسلامية، حيث يشارك المواطنون في انتخابات دورية تجعلها تظهر بمظهر ديمقراطي بمعايير العالم الثالث، وهي أكثر ديمقراطية من نظام الشاه على أي حال. ولكن إيران ليست ليبرالية لأنها لا تضمن حريات التعبير، التجمع، والدين. يقول فوكوياما أن الحقوق الأساسية للمواطن الإيراني ليست محمية بسيادة القانون. ديمقراطية إيران اقتراعية، وهي في صميمها دولة سلطوية تدار من دائرة صغيرة من رجال الدين وجنرالات الجيش، ولكنها ديمقراطية حسب التعريف الأساسي البسيط.
اقتصادياً، الليبرالية هي الاعتراف بحُرِّيَّة النشاط والتبادل الاقتصادي القائم على الملكية الخاصة والأسواق. هذا التعريف الواسع لليبرالية الاقتصادية عُرْضَةٌ لتفسيرات متعددة، حيث تعريفها في الولايات المتحدة وبريطانيا خلال حقبة رونالد ريغان ومارغريت ثاتشر، يختلف عن تعريفها في الدول الاسكندنافية، وهي دول ديمقراطية اشتراكية. جميعُ هذه الدول رأسمالية وتتضمن قطاعاً عاماً مهماً، وهو ما يطرح السؤال عن الطريقة المناسبة لمعرفة حجم القطاع العام في بلد ما ليعفيها من التصنيف الليبرالي. يقول فرانسيس أنه من الأفضل دراسة مبادئ الدولة المعنية من ريادة الأعمال والملكية الخاصة بدلاً من حساب نسبة القطاع العام. الدول التي تحمي هذه الحقوق الاقتصادية، يمكن اعتبارها ليبرالية. والدول التي تعارضها وتفضل مبادئ مثل العدالة الاقتصادية تعفى من التصنيف.

## الأصل
تعود الديمقراطية الليبرالية في الأصل– وفي الاسم -إلى القرن الثامن عشر الأوروبي، المعروف أيضًا باسم عصر التنوير. في ذلك الوقت، كانت الغالبية العظمى من الدول الأوروبية ذات نظام ملكي، مع تحكّم العاهل (حاكم الدولة) أو الطبقة الأرستقراطية بالسلطة سياسية. لم تؤخَذ إمكانية اعتماد الديمقراطية كنظرية سياسية بشكل جدّي منذ العصور القديمة الكلاسيكية وكان الاعتقاد السائد هو أن الديمقراطيات ستكون بطبيعتها غير مستقرة وفوضوية في سياساتها بسبب تغير أهواء الناس. اعتُقد كذلك أن الديمقراطية تتعارض مع الطبيعة البشرية، إذ نُظِر إلى البشر على أنهم شريرون بطبيعتهم وعنيفون ويحتاجون إلى زعيم قوي لكبح جماح نزعاتهم التدميرية. رأى العديد من الملوك الأوروبيين أن شرعية سلطتهم مستمدة من أمر الله وأن التشكيك في حقهم في الحكم كان بمثابة ازدراء للدين.
واجهت هذه الآراء التقليدية في البداية تحديًا من قبل مجموعة صغيرة نسبيًا من المفكرين التنويريين، الذين اعتقدوا أن العلاقات الإنسانية ينبغي أن تُدار بالمنطق وبمبادئ الحرية والمساواة. تحججوا بأن جميع الناس خُلِقوا متساوين وبالتالي لا يمكن تبرير السلطة السياسية على أساس «الدم النبيل»، أو علاقة مميزة مفترضة بالله أو أي خاصية أخرى يُزعَم أنها تجعل شخصًا واحدًا متفوقًا على الآخرين. وناقشوا كذلك فكرة أنّ الحكومات موجودة بهدف خدمة الناس -وليس العكس -وأنّ القوانين يجب أن تنطبق على أولئك الذين يحكمون وعلى المحكومين على حدٍّ سواء (مفهوم يعرف باسم سيادة القانون).
بدأ التعبير عن بعض هذه الأفكار في إنجلترا في القرن السابع عشر. ساهم تجدّد الاهتمام بالوثيقة العظمى، بالإضافة إلى إقرار عريضة الحق في 1628 وقانون المثول أمام القضاء في 1679 في منح شيء من الحرية في بعض القضايا. تشكلت فكرة وجود الحزب السياسي من خلال النقاشات بين مجموعات معينة بما يتعلق بالحق في التمثيل السياسي خلال مناظرات بوتني لعام 1647. صدرت وثيقة الحقوق في عام 1689، بعد الحرب الأهلية الإنجليزية (1642-1651) والثورة المجيدة في 1688، والتي صنّفت بعض الحقوق والحريات. حدّدت الوثيقة متطلبات إجراء انتخابات منتظمة، وقواعد لحرية التعبير في البرلمان، وتقييد السلطة الملكية، ما يضمن، على عكس معظم أوروبا في ذلك الوقت، عدم سيادة الملكية المطلقة. أدى ذلك إلى تغيير اجتماعي كبير في بريطانيا بما يتعلق بمكانة الأفراد في المجتمع وتزايد قوة البرلمان أمام القوة الملكية.
بحلول أواخر القرن الثامن عشر، نشر كبار الفلاسفة في تلك الفترة أعمالًا امتدت حول القارة الأوروبية وخارجها. ألهمت هذه الأفكار والمعتقدات الثورة الأمريكية والثورة الفرنسية، إذ انبثقت على إثرها أيديولوجية الليبرالية وأنشأت أشكال الحكومات التي حاولت تطبيق مبادئ فلاسفة التنوير على أرض الواقع. لم تكن أيّ من هذه الأشكال الحكومية ما يمكن أن نسميه بشكل دقيق بالديمقراطية الليبرالية التي نعرفها اليوم (تمثلت أهم الاختلافات باقتصار الحق في التصويت على أقلية من السكان وبقاء العبودية مؤسسة قانونية) وعلى الرغم من استمرار التجربة الفرنسية لفترة قصيرة الأمد، لكنّها مثّلت النماذج الأولية التي نمت الديمقراطية الليبرالية منها في وقت لاحق. نظرًا لتسمية مؤيدي هذه الأشكال من الحكم بالليبراليين، أصبحت الحكومات نفسها تُعرف بالديمقراطيات الليبرالية. [بحاجة لمصدر]
نُظِر إلى الليبراليين مع تأسيس أول الديمقراطيات الليبرالية النموذجية، على أنهم مجموعة متطرفة وخطيرة إلى حد ما تهدد السلام والاستقرار الدوليين. اعتبر الملكيون المحافظون الذين عارضوا الليبرالية والديمقراطية أنفسهم مدافعين عن القيم التقليدية والنظام الطبيعي للأشياء، بُرِّر انتقادهم للديمقراطية عندما سيطر نابليون بونابرت على الجمهورية الفرنسية الحديثة العهد، إذ أعاد تنظيمها لتصبح الإمبراطورية الفرنسية الأولى وشرع في غزو معظم أوروبا. هُزِم نابليون في نهاية المطاف وشُكِّل التحالف المقدس في أوروبا لمنع أي انتشار إضافي لليبرالية أو الديمقراطية. ومع ذلك، سرعان ما انتشرت قيم الديمقراطية الليبرالية على نطاق واسع بين عامة الشعب، وهذا ما أجبر الملكية التقليدية خلال القرن التاسع عشر على اتخاذ موقف دفاعي وانسحابي متواصل. أصبحت دومينيونس الإمبراطورية البريطانية حقولًا لتجارب الديمقراطية الليبرالية منذ منتصف القرن التاسع عشر وما بعده. ظهرت الحكومة المستقلة في كندا في أربعينيات القرن التاسع عشر، وأنشِئت في أستراليا ونيوزيلندا حكومة برلمانية منتخبة عن طريق الاقتراع من الذكور، بالإضافة إلى استخدام الاقتراع السري في خمسينيات القرن التاسع عشر، وإعطاء المرأة حقها في التصويت في التسعينيات من القرن التاسع عشر.
ساعدت الإصلاحات والثورات في توجيه معظم الدول الأوروبية نحو الديمقراطية الليبرالية. تحولت الليبرالية من كونها رأيًا هامشيًّا وانضمت إلى التيار السياسي الرئيسي. في الوقت نفسه، ظهرت عدّة أيديولوجيات غير ليبرالية وأخذت مفهوم الديمقراطية الليبرالية وقولبته بشكل خاص بها. تغيّر المشهد السياسي: هُمشَت الملكية التقليدية أكثر فأكثر وأصبحت الديمقراطية الليبرالية بالمقابل تيارًا رئيسيّا. بحلول نهاية القرن التاسع عشر، لم تعد الديمقراطية الليبرالية مجرد فكرة «ليبرالية»، بل فكرة مدعومة من العديد من الأيديولوجيات المختلفة. بعد الحرب العالمية الأولى، وخاصة بعد الحرب العالمية الثانية، هيمنت الديمقراطية الليبرالية بين مختلف نظريات الحكومة وحصلت حينها على تأييد الغالبية العظمى من الأطياف السياسية. [بحاجة لمصدر]
على الرغم من طرح الليبراليين التنويريين للديمقراطية الليبرالية في الأصل، كانت العلاقة بين الديمقراطية والليبرالية مثيرة للجدل منذ البداية، واعتُبرت في القرن العشرين مشكلة يجب حلها. في كتابه «الحرية والمساواة في دولة ديمقراطية ليبرالية»، افترض جاسبر دومين ضرورة وجود الحرية والمساواة لتحقيق الديمقراطية الليبرالية. يعرف معهد فريدم هاوس للأبحاث الديمقراطية الليبرالية اليوم بأنها ديمقراطية انتخابية تحمي الحريات المدنية.

## الحقوق والحريات
في الممارسة العملية، توجد قيود للديمقراطيات فيما يتعلق ببعض الحريات. هناك العديد من القيود القانونية مثل حقوق النشر والقوانين المناهضة للتشهير. قد توجد بعض القيود على الخطابات المناهضة للديمقراطية، وعلى محاولات تقويض حقوق الإنسان، وعلى تعزيز الإرهاب أو تبريره. طُبّقَت مثل هذه القيود على الشيوعيين خلال الحرب الباردة في الولايات المتحدة أكثر منها في أوروبا. والآن تُطبّق بشكل أكثر شيوعًا على المنظمات التي يُنظر إليها على أنها تروج للإرهاب الفعلي أو التحريض على الكراهية الجماعية. ومن الأمثلة على ذلك تشريعات مكافحة الإرهاب، وإغلاق البث الفضائي لحزب الله وبعض القوانين ضد خطابات الكراهية. يزعم النقاد وجود مبالغة في هذه القيود وبالتالي قد لا تكون الإجراءات القضائية عادلة ونزيهة. يُعتَبر المبرر الشائع لهذه القيود هو النظر لها كضرورة لضمان تحقيق الديمقراطية، أو وجود الحريات نفسها. على سبيل المثال، إن السماح بحرية التعبير لأولئك الذين يدافعون عن القتل الجماعي يقوض حق الحياة والأمن. ينقسم الرأي حول قدرة الديمقراطية على دمج أعداء الديمقراطية في العملية الديمقراطية. إذا حُرِم عدد قليل نسبيًا من الأشخاص من هذه الحريات لهذه الأسباب، فقد يُنظر إلى دولة ما على أنها ديمقراطية ليبرالية. يجادل البعض بأن هذا يختلف فقط من الناحية الكمية (وليس من الناحية النوعية) عن الأوتوقراطية التي تضطهد الخصوم، إذ يتأثر عدد قليل فقط من الناس وتكون القيود أقل شدة، لكن آخرين يؤكدون وجود اختلاف بين الديمقراطيات. تُضمَن حقوق معارضي الديمقراطية في ظل سيادة القانون، من الناحية النظرية على الأقل.
ومع ذلك، تضع العديد من الحكومات التي تُعتَبر ديمقراطية قيود على أشكال التعبير غير الديمقراطية، مثل إنكار الهولوكوست [بحاجة لمصدر] وخطاب الكراهية، إذ تصل هذه القيود لأحكام بالسجن، وفي كثير من الأحيان يُنظَر إليها على أنها شذوذ عن مفهوم حرية التعبير. قد يُحرم أعضاء المنظمات السياسية ذات الصلات بالاستبداد السابق (عادة الشيوعية أو الفاشية أو الاشتراكيون الوطنيون الغالب سابقًا) من التصويت ومن امتياز الحصول على وظائف معينة. قد يُمنَع السلوك التمييزي، مثل رفض أصحاب الأماكن العامة خدمة الأشخاص على أساس العرق أو الدين أو الانتماء العرقي أو الجنس أو الميل الجنسي. على سبيل المثال، في كندا، غُرّمَت أحد المطابع التي رفضت طباعة مواد لأرشيفات المثليات والمثليين الكندية بمبلغ 5000 دولار، وتكبدت 100000 دولار كرسوم قانونية، وأمرت محكمة حقوق الإنسان بدفع مبلغ إضافي قدره 40,000 دولار من الرسوم القانونية لخصومه.
قد تُعتَبر الحقوق الأساسية في بلد ما غريبة على الحكومات الأخرى. على سبيل المثال، تضمن دساتير كندا والهند وإسرائيل والمكسيك والولايات المتحدة التحرر من الخطر المزدوج، وهو حق غير منصوص عليه في النظم القانونية الأخرى. كذلك، تتسم الأنظمة القانونية التي تستخدم هيئة محلفين منتخبة سياسياً، مثل السويد، بإضفاء طابع سياسي على قانون المحاكم (بشكل جزئي) كعنصر رئيسي عند خضوع الحكومة للمساءلة، وهذا ما يُعتَبر غريبًا تمامًا عن الديمقراطيات التي تستخدم المحاكمة من قبل هيئة محلفين تهدف إلى درء تأثير السياسيين على المحاكمات. وبالمثل، يعتبر الكثير من الأميركيين الحق في الاحتفاظ بالأسلحة وحملها سمة أساسية لحماية حقهم في الثورة ضد أي حكومة قد تكون مسيئة، بينما لا تعترف بلدان أخرى بهذا الحق كعنصر أساسي (المملكة المتحدة، على سبيل المثال، تضع قيود صارمة على ملكية البندقية من قبل الأفراد).